# Michail Klajnerow
Michail Klajnerow (bulgarisch: Михаил Клайнеров; * 1904 in Russe; † unbekannt) war ein bulgarischer Radrennfahrer.

## Sportliche Laufbahn
Klajnerow war Teilnehmer der Olympischen Sommerspiele 1924. Im olympischen Straßenrennen in Paris wurde er beim Sieg von Armand Blanchonnet 57. Die bulgarische Mannschaft kam nicht in die Mannschaftswertung.